# 露天开采

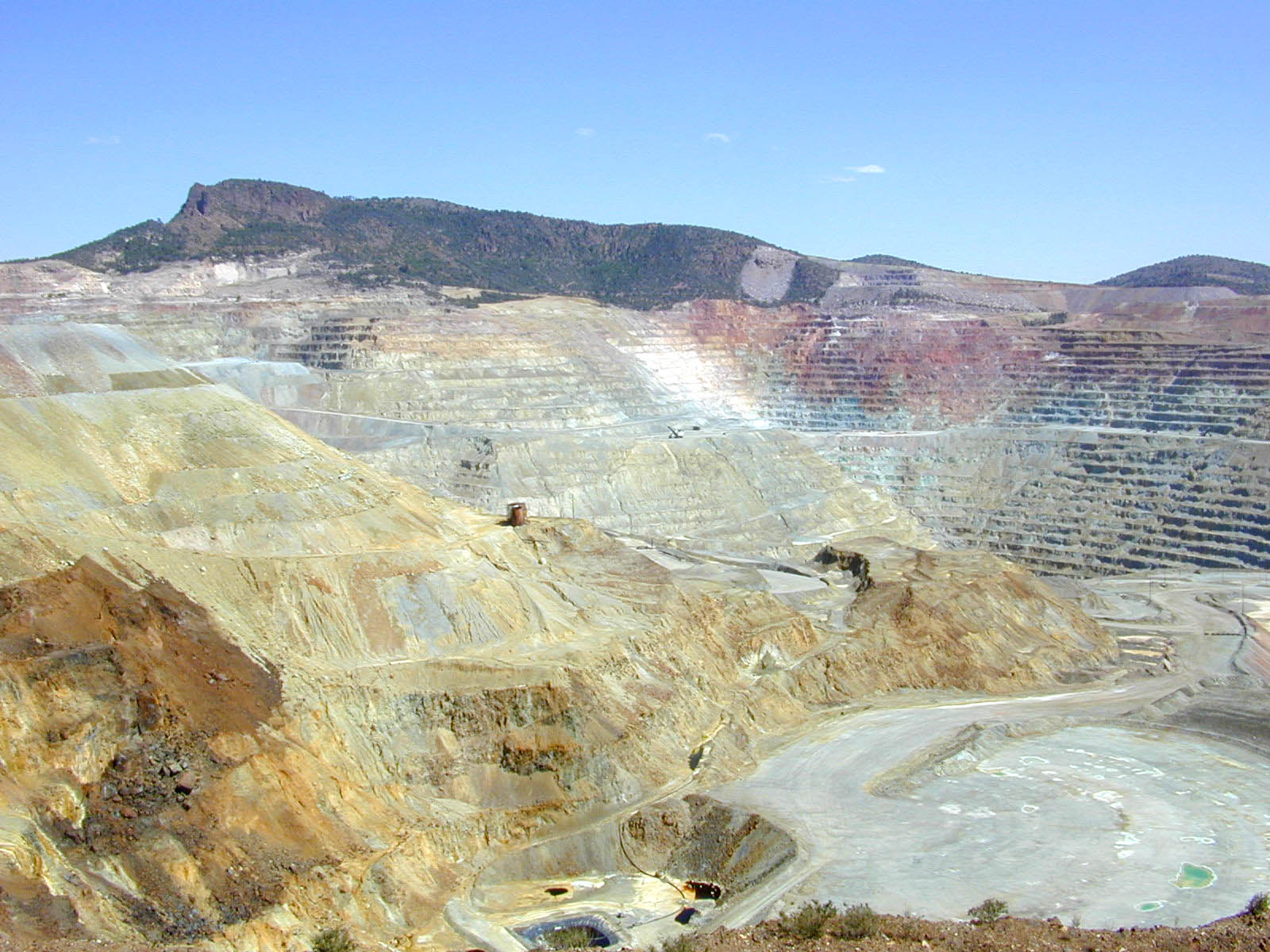
美國新墨西哥州的露天開採銅礦

露天开采是指直接从地表開採煤炭等礦產資源。露天开采時，要先剝離覆盖在煤炭之上的岩土，才能進而開採岩土之下的煤炭。與露天开采相對的是地下开采。